# Quintette pour clarinette et cordes (Täglichsbeck)
Pour les articles homonymes, voir Quintette avec clarinette.
Le Quintette pour clarinette et cordes en si bémol majeur, Op. 44, est un quintette avec clarinette de Thomas Täglichsbeck (en). Il est écrit pour clarinette en si bémol et quatuor à cordes, et a été publié en 1863.

## Histoire
L'histoire de ce quintette n'est pas connue et la pièce ne comporte pas de dédicataire. Il a été publié en 1863 à Berlin chez Trautwein, après la publication de trois quatuors à cordes op.41 à 44, en 1862 par la même maison d'édition, qui constituent des pièces très romantiques dignes de ce répertoire. Il a probablement été composé pendant son installation à Munich après avoir enseigné la composition au conservatoire de Dresde pendant deux années vers 1860.
Eric Hoeprich indique que ce quintette avec clarinette complète parfaitement les meilleures pièces similaires de la période classique comme le quintette de Weber.

## Structure
L'œuvre est construite en quatre mouvements :
1. Allegro con fuoco [note 1]
2. Scherzo : Allegro.
3. Adagio.
4. Rondo : Allegretto vivace

La partition est disponible aux éditions Amadeus Musikverlag (ISMN 
9790015130908).